# Ilattia flavirena
Ilattia flavirena är en fjärilsart som beskrevs av W. Warren 1913. Ilattia flavirena ingår i släktet Ilattia och familjen nattflyn. Inga underarter finns listade i Catalogue of Life.